# Grazalema
Grazalema là một đô thị trong tỉnh Cádiz, Tây Ban Nha. Theo điều tra dân số 2005 đô thị này có dân số là 2225 người.

## Dân số

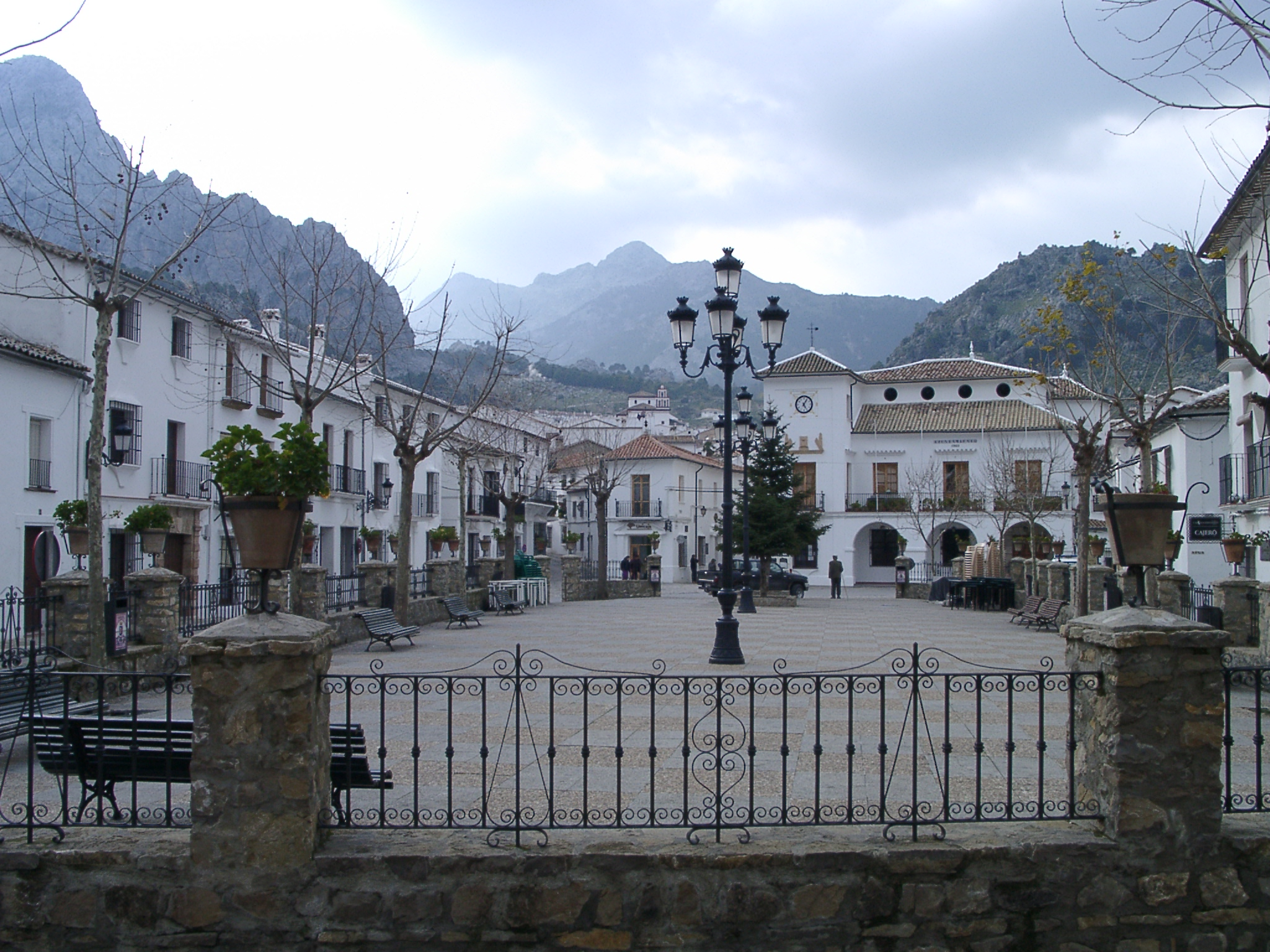
Grazalema

| 1999  | 2000  | 2001  | 2002  | 2003  | 2004  | 2005  |
| ----- | ----- | ----- | ----- | ----- | ----- | ----- |
| 2.249 | 2.240 | 2.230 | 2.219 | 2.200 | 2.178 | 2.225 |

Nguồn: INE (Tây Ban Nha)